# Miles Mikolas

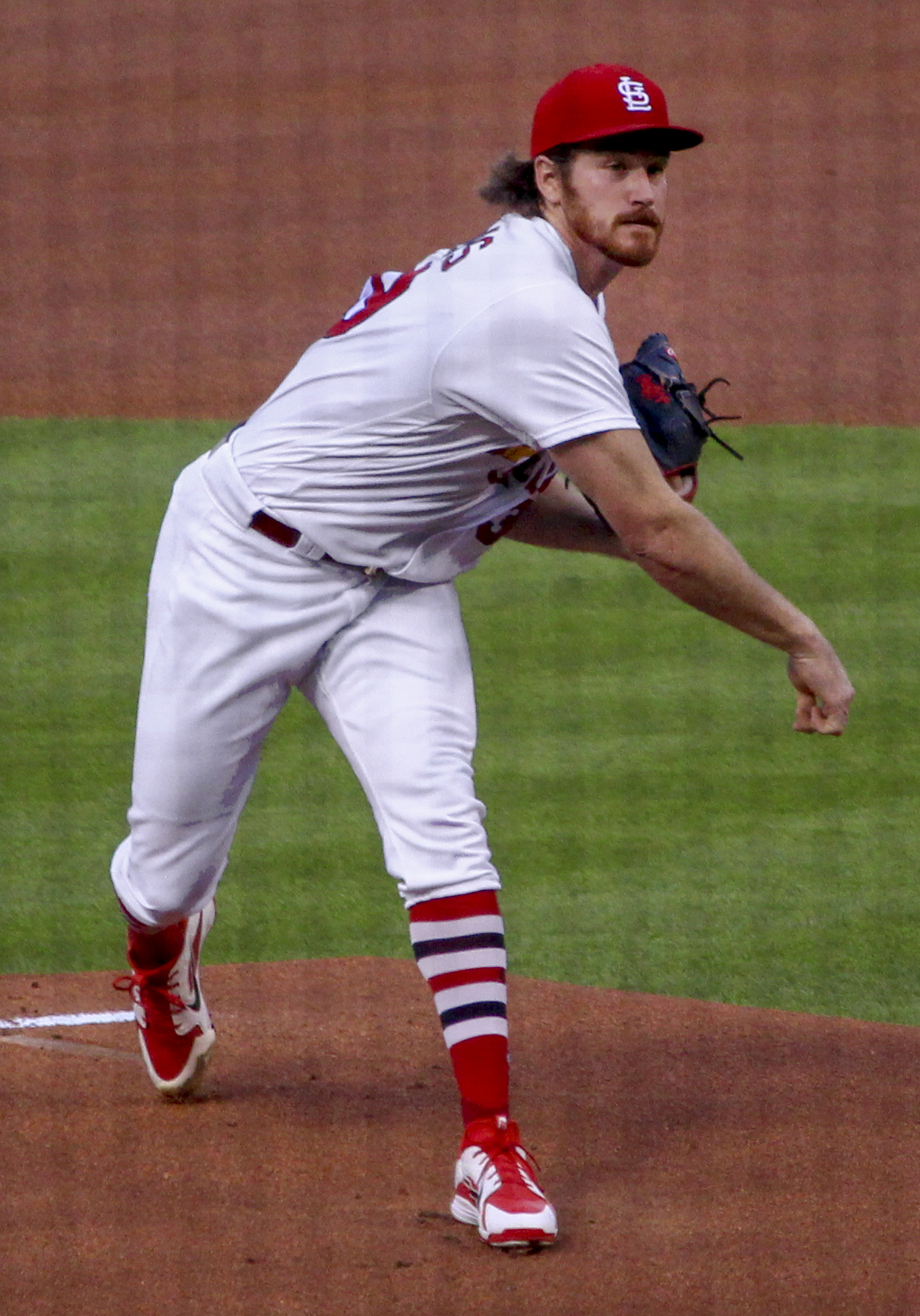
Miles Mikolas, 2018.

Miles Tice Mikolas, född 23 augusti 1988 i Jupiter i Florida, är en amerikansk professionell basebollspelare som spelar som pitcher för St. Louis Cardinals i Major League Baseball (MLB). Han har tidigare spelat för San Diego Padres och Texas Rangers. Mikolas har också spelat för Yomiuri Giants i Nippon Professional Baseball (NPB).
Han avlade en kandidatexamen i sport management vid Nova Southeastern University och spelade samtidigt för deras idrottsförening Nova Southeastern Sharks. År 2009 blev Mikolas draftad av San Diego Padres.